# Richard Pellengahr
Richard Pellengahr (19 août 1883 à Wiedenbrück - 9 octobre 1964 à Bielefeld) est un Generalleutnant allemand qui a servi au sein de la Heer dans la Wehrmacht pendant la Seconde Guerre mondiale.
Il a été récipiendaire de la Croix de chevalier de la Croix de fer. Cette décoration est attribuée pour récompenser un acte d'une extrême bravoure sur le champ de bataille ou un commandement militaire avec succès.

## Biographie
Après avoir suivi des études secondaires, Pellengahr s'engage le 28 mai 1902 dans l'armée prussienne en tant que porte-drapeau et décide de devenir officier de carrière. Il sert d'abord dans le 43e régiment d'artillerie de campagne à Wesel, où il reçoit le brevet de lieutenant le 18 août 1903. En 1912, il est promu premier lieutenant et au début de la Première Guerre mondiale, il est nommé capitaine.

## Décorations
- Croix de fer (1914)
  - 2e Classe
  - 1re Classe
- Croix de chevalier de l'Ordre royal de Hohenzollern avec glaives
- Agrafe de la Croix de fer (1939)
  - 2e Classe
  - 1re Classe
- Croix de chevalier de la Croix de fer
  - Croix de chevalier le 9 mai 1940 en tant que Generalleutnant et commandant de la 196. Infanterie-Division[1]